# Miracle à Palerme
Pour plus de détails, voir Fiche technique et Distribution.
Miracle à Palerme (Miracolo a Palermo!) est un film italien réalisé par Beppe Cino et sorti en 2005.

## Fiche technique
Sauf indication contraire, les informations mentionnées dans cette section peuvent être confirmées par la base de données cinématographiques IMDb,  présente dans la section « Liens externes ».
- Titre français : Miracle à Palerme[1]
- Titre original : Miracolo a Palermo![2],[3]
- Réalisateur : Beppe Cino
- Scénario : Beppe Cino
- Photographie : Adolfo Bartoli (it)
- Montage : Mauro Bonanni (it)
- Musique : Carlo Siliotto
- Décors : Pippo Miraudo
- Costumes : Raffaella Fantasia
- Production : Maurizio Tedesco (it), Marco Risi
- Société de production : Sorpasso Film
- Pays de production :  Italie
- Langue originale : italien
- Format : Couleurs - 2,35:1 - 35 mm
- Durée : 89 minutes
- Genre : Comédie dramatique
- Dates de sortie :
  - Italie : 1er avril 2005
  - France : 19 octobre 2005[1]

## Distribution
- Tony Sperandeo : Sparagna
- Vincent Schiavelli : Federico II
- Luigi Maria Burruano : Fofò
- Maria Grazia Cucinotta : Sara
- Michele Lucchese : Totò
- Valentina Graziano : Lina
- Brigida Cacciatore : Brigida (violinista)
- Marco Correnti : Rosario
- Roberto Salemi : Antonio
- Fausto Russo Alesi : Angelo
- Alessandro Schiavo : Rocco
- Carmelo Galati : Calogero
- Dario Costa : Peppino
- Pierluigi Misasi : Il boss
- Alessandro Cremona : Faccia di cane
- Alessandro Dieli : Bibì
- Giuseppe Moschella : Bibò
- Barbara Cappucci : Signora Lo Surdo
- Onofrio Ammiarata : Beniamino
- Stefania Bonafede : Signora Cannavota